# سفارت بریتانیا در لاهه
سفارت بریتانیا در لاهه (به هلندی: Embassy of the United Kingdom) یک منطقهٔ مسکونی و نمایندگی سیاسی این کشور در هلند است که در لاهه واقع شده‌است.